# Euplocia inconspicua
Euplocia inconspicua là một loài bướm đêm trong họ Erebidae.